# U 873
U 873 war ein U-Boot der deutschen Kriegsmarine, das im Zweiten Weltkrieg eingesetzt wurde. Es gehörte zum Typ IX D2, einer Klasse von Langstrecken-U-Booten. Das U-Boot konnte keine Schiffe versenken oder beschädigen und wurde am 11. Mai 1945 – nach der Kapitulation der Wehrmacht – der US Navy übergeben. Am 10. März 1948 wurde es abgewrackt. Sein Kommandant Friedrich Steinhoff nahm sich am 19. Mai 1945 während der Verhöre das Leben.

## Bau und Ausstattung
U 873 hatte an der Oberfläche eine Wasserverdrängung von 1610 t und unter Wasser 1799 t. Es war insgesamt 87,6 m lang, 7,5 m breit, 10,2 m hoch mit einem 68,5 m langen und 4,4 m breiten Druckkörper und hatte einen Tiefgang von 5,35 m. Das bei der Deschimag AG Weser in Bremen gebaute U-Boot wurde von zwei MAN-Viertakt-Dieselmotoren M9V40/46 mit je 9 Zylindern und einer Leistung von 6620 kW, bei Unterwasserbetrieb mit zwei Elektromotoren der Siemens-Schuckertwerke mit einer Leistung von 740 kW angetrieben. Es hatte zwei Antriebswellen mit zwei 1,85 m großen Schiffsschrauben. Das Boot war zum Tauchen bis in Tiefen von 200 m geeignet.
Das U-Boot erreichte an der Oberfläche Geschwindigkeiten von bis zu 20,8 Knoten und unter Wasser bis zu 6,9 Knoten. Aufgetaucht konnte das Boot bei 10 Knoten bis zu 23.700 Seemeilen weit fahren, untergetaucht bei 2 Knoten bis zu 121 Seemeilen. U 873 war mit sechs 533-mm-Torpedorohren – vier am Bug und zwei am Heck – und 24 Torpedos, einer 10,5-cm-Schnellladekanone SK C/32 mit 180 Schuss Munition, einer 3,7-cm-FlaK M42 mit 2575 Schuss Munition und einer 2-cm-FlaK C/30 mit 8100 Schuss Munition ausgestattet.

## Mannschaft
Die Mannschaftsstärke des U-Boots betrug 55 bis 60 Mann. Bei seiner letzten Fahrt waren es 59 Mann.

### Vorgeschichte der Besatzung
Teile der Besatzung von U 873 gehen auf die ursprüngliche Besatzung des U-Boots U 604 zurück, das nach schwerer Beschädigung am 11. August 1943 selbstversenkt wurde, nachdem die Männer auf die U-Boote U 185 und U 172 verteilt worden waren. Während U 185 am 24. August 1943 versenkt wurde, brachte U 172 23 Mann der Besatzung von U 604 nach Lorient. Zwölf der Überlebenden von U 604 wurden Teil der späteren Besatzung von U 873, darunter der Leitende Ingenieur Oberleutnant Helmut Jürgens, Obersteuermann Albert Finister, Bootsmaat Peter Binnefeld und Funkmaat Georg Seitz.

## Einsätze
Nach seiner Indienststellung gehörte U 873 unter dem Kommando des Kapitänleutnants Friedrich Steinhoff (1909–1945) im Zeitraum vom 1. März 1944 bis zum 31. Januar 1945 der 4. U-Flottille an, um die Besatzung zu schulen und das Boot zu testen.
Am 29. Juli 1944 wurde das U-Boot bei einem Luftangriff auf Bremen beschädigt. Vier Mann der Besatzung wurden verwundet, und der Matrosenhauptgefreite Fritz Grusa starb im Dezember 1944 an seinen Wunden.
Ab dem 1. Februar 1945 wurde das Boot zur 33. U-Flottille abkommandiert und lief am 17. Februar 1945 von Kiel nach Horten ab, wo es am 22. Februar 1945 ankam.

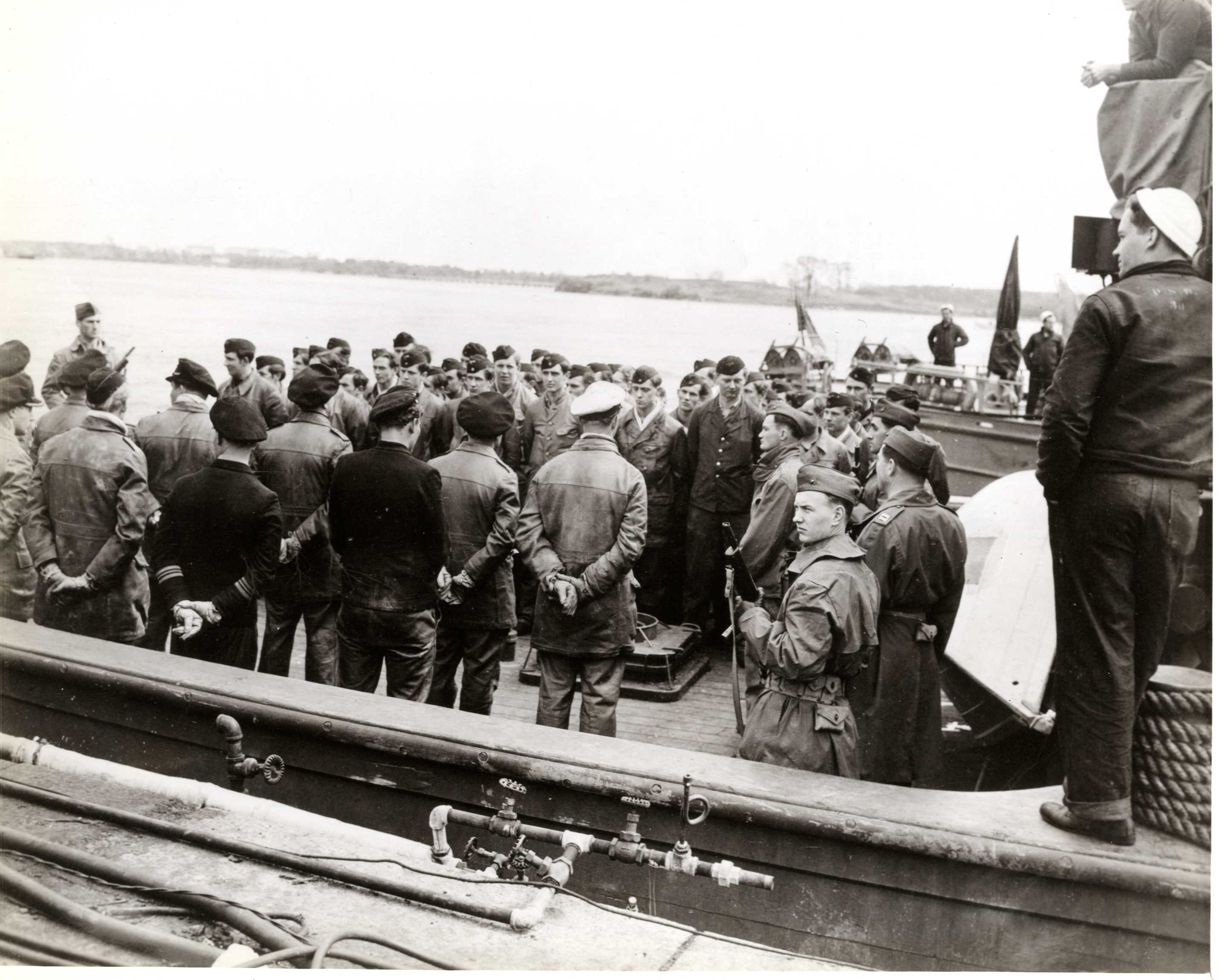
Deutsche Kriegsgefangene von U-873 im Hafen von Portsmouth

Am 21. März 1945 verließ U 873 Horten in Richtung Kristiansand und lief dort einen Tag später ein. Am 30. März 1945 lief U 873 zur ersten und letzten Feindfahrt in den Atlantik aus, um als Teil der U-Boot-Gruppe „Seewolf“ vor der nordamerikanischen Atlantikküste zu operieren.
Nach der Kapitulation der Wehrmacht am 8. Mai 1945 kapitulierte Kommandant Steinhoff am 11. Mai 1945 mit seiner 59-köpfigen Besatzung gegenüber dem Geleitzerstörer USS Vance, der das Boot durch ein Prisenkommando aufbringen ließ und nach Portsmouth begleitete, wo es nach fast sieben Wochen auf hoher See am 17. Mai 1945 einlief.

## Behandlung der Gefangenen und Freitod des Kommandanten

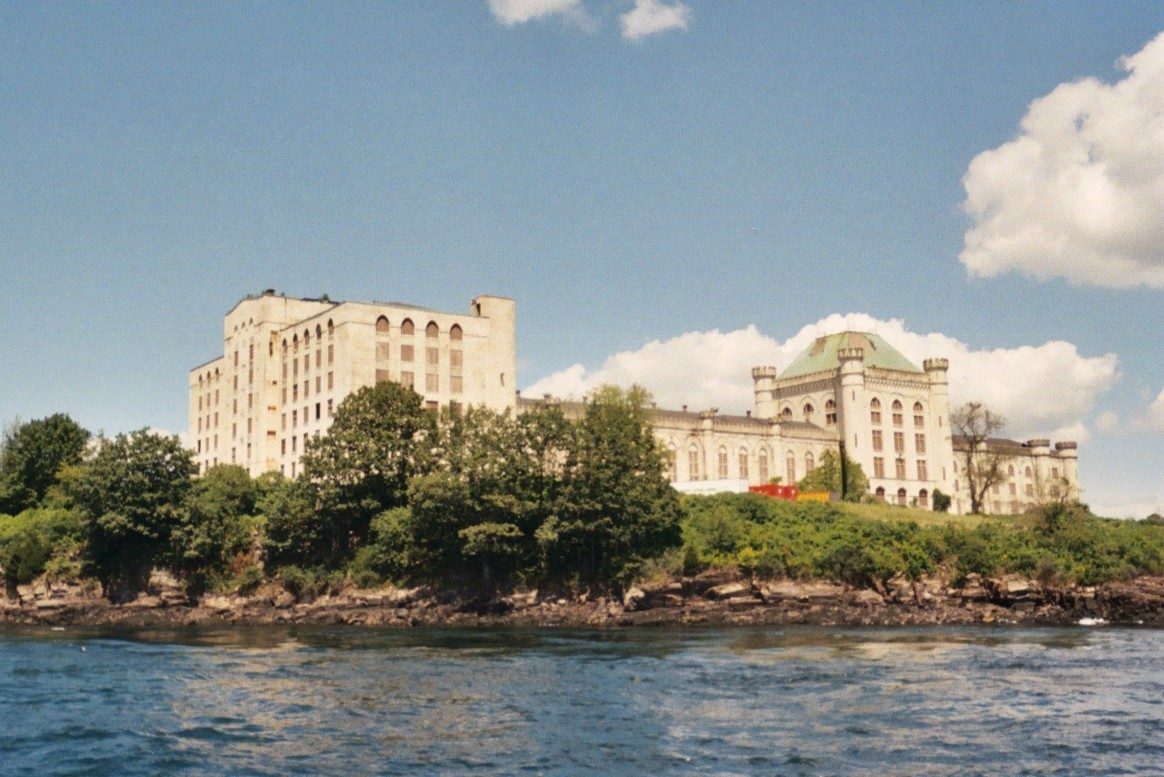
Portsmouth Naval Prison

Vier U-Boote der ehemaligen U-Boot-Gruppe „Seewolf“ trafen nach der Kapitulation hintereinander in Portsmouth ein: U 805 vom Typ IX am 16. Mai, U 873 am 17. Mai, U 1228 am 18. Mai und U 234 vom Typ X am 19. Mai. Die Besatzung von U 873 wurde zunächst im Marinegefängnis von Portsmouth verhört, dann aber in den Bostoner Stadtteil Charlestown gebracht. Kommandant Steinhoff und seine Besatzung mussten durch die Straßen von Boston zum Stadtgefängnis Suffolk County Charles Street Jail marschieren, wobei sie von Schaulustigen vom Straßenrand aus beschimpft und mit Steinen und Müll beworfen wurden.
Die Prisenkommandos nahmen den Gefangenen sämtliche Orden und sonstigen Habseligkeiten weg. Dies war üblich, um an Informationen zu gelangen und mögliche Sabotage zu verhindern. Nach der Genfer Konvention müssen hierüber jedoch Protokolle erstellt werden, damit das Eigentum später den Eigentümern zurückgegeben werden kann. In Portsmouth wurden die Gegenstände dagegen unter dem Gefängnispersonal als Souvenirs verteilt. Jack Henry Alberti, ein ziviler Vernehmungsbeamter, übernahm im Stadtgefängnis die Verhöre der Gefangenen, wobei er einen kräftigen Marinesoldaten damit beauftragte, bei Bedarf die Gefangenen zu prügeln. So geschah dies mit dem Kommandanten Steinhoff, dessen Gesicht nach den Verhören geschwollen war und eine Schnittwunde aufwies. Am 19. Mai 1945 nahm sich Kapitänleutnant Friedrich Steinhoff das Leben, indem er sich in seiner Zelle mit einem zerbrochenen Brillenglas und einem Stück Draht aus seiner Dienstmütze die Pulsader am rechten Handgelenk auftrennte und so verblutete. Er wurde in Fort Devens begraben (Grabnummer 934). Der Inhalt der Verhöre wurde geheim gehalten und der Zeuge Steinhoff war nun tot, doch wurde Vermutungen aufgestellt, dass es um Urantransporte mit deutschen U-Booten nach Japan ging. Im Gegensatz zu U 234 hatte U 873 zum Zeitpunkt seiner Kapitulation aber kein Uran an Bord.

## Untersuchung der Vorwürfe durch US Navy
Eine kurz darauf veranlasste Untersuchung von höchster Stelle durch die US Navy ergab in einem Bericht vom 29. Juni 1945, dass die Verteilung des Eigentums der Gefangenen unter dem Gefängnispersonal als Souvenirs ebenso wie der Einsatz von Prügel während der Verhöre ein erheblicher Verstoß gegen die Genfer Konvention und gegen die daran ausgerichteten Richtlinien der US Navy für den Umgang mit Gefangenen gewesen sei. Darüber hinaus habe der Zivilbeamte Jack Henry Alberti mit den Verhören unter Zuhilfenahme des für die Prügel eingesetzten Marinesoldaten seine Kompetenzen als Beamter weit überschritten.

## Verbleib des U-Bootes
U 873 wurde in ein Trockendrock gebracht, wo Ingenieure der Marinewerft von Portsmouth den Aufbau der U-Boot-Klasse IXD2 untersuchten, und danach in die Marinewerft von Philadelphia (Pennsylvania) überführt. Nach dem Krieg wurde U 873 den USA als Beute zugesprochen und nach einigen Tests am 10. März 1948 in New York durch die Firma Interstate Metals Corporation abgewrackt.